# Alvito
För andra betydelser, se Alvito (olika betydelser).
Alvito är en stad och en kommun i provinsen Frosinone i regionen Lazio i Italien. Kommunen hade 2 646 invånare (2018) och gränsar till kommunerna  Atina, Campoli Appennino, Casalvieri, Gallinaro, Pescasseroli, Posta Fibreno, San Donato Val di Comino och Vicalvi.
Bland stadens sevärdheter finns kyrkan San Simeone.